# Novák Zsuzsa
Novák Zsuzsanna nívódíjas táncpedagógus.
Kisgyermekkorától táncművészeti képzésben részesült. Hat éves korától klasszikus balett tanfolyamra járt, amit táncos pályafutása végéig – 28 éves koráig – magas színvonalon tanult. Ezalatt az idő alatt több más táncműfajjal is megismerkedett, így a társastáncokkal, majd a versenytánccal is, amiben komoly hazai és nemzetközi sikereket ért el.
Egyik nagyszerű táncpedagógus tanárnője felismerte alkotói vénáját, és 15 évesen rá bízta a táncklub versenyző táncosai koreográfiáinak a készítését. Ezután 20 évesen felvételt nyert az első táncmesterképző iskolába, ahol egy új táncműfaj rejtelmeibe tekinthetett be, ez a jazz tánc modern balett. E műfajok egyre mélyebb tudása megpecsételte további sorsát.
A táncmesteri diploma megszerzése után 33 évig tanított a XXII. kerületben, mint táncpedagógus, mindig ugyanabban az intézményben. Ugyan az első házat már lebontották, helyette újat építettek, átnevezték már több alkalommal, ő azonban még mindig ugyanott és ugyanaz maradt.
Sok-sok gyermeket és felnőttet tanított, rengeteg tehetséget fedezett fel és indított el a profizmushoz vezető úton, sok profitáncost képzett az első tipegő lépésüktől a legmagasabb szintig, akik ma a táncművészet elitjéhez tartoznak, úgymint Südi Iringó vagy Bánhidi Petra.
Fontos feladatnak tartotta minden fórumon kiemelni, hogy a táncot tanító nem csak oktató, hanem felelős a tanulói csoportok, közösségek alakításában, a csoportba járó gyermekek személyiségének fejlesztésében, a tehetséges és hátrányos helyzetű növendékekkel való megfelelő, differenciált bánásmód kialakításában. Mi sem bizonyítja ezt jobban, mint hogy sok tanítványa igen sikeres együttes és egyesület vezetőjévé vált.
A rengeteg külföldi szereplés és felkérések kapcsán vitte a magyar táncművészet és oktatás hírét. Táncpedagógusi hivatása elismeréséül számos díjat, kitüntetést kapott.

## Kitüntetései
- 1991 Arany diploma - Supernova Majorett Együttes – Magyar Fúvószenekari és Majorett Szövetség
- 1992 Mesterlevél
- 1993 Táncpedagógusi nívódíj
- 1998 kiváló együttes cím arany fokozata
- 1999 Európa díj
- 2004 Magyar Köztársasági Érdemérem - állami díj
- 2005 Az év táncpedagógusa díj
- 2007 Csokonai Vitéz Mihály-díj - alkotói állami díj
- 2011 Életmű díj- Jubíleumi Oklevél a táncművészet és táncoktatás területén kifejtett munkásság elismeréséül

## Munkássága
- 1980-1987-ig a Petőfi Sándor Általános Iskola tanítója
- 1980-tól a táncmesteri diploma megszerzését követően a XX. kerületi Művelődési Intézmény táncpedagógusa, később művészeti vezetője
- létrehozta az első Majorett együttest a kerületi fúvószenekarral karöltve
- 1983-ban megalakították a XXII. kerületi Művelődési Ház Versenytánc Klubját
- 1989-ben megalapították a Supernovák Táncegyüttest
- 1991-ben létrejött a Supernovák Táncegyüttes jogutódja, a Budafok-Tétényi Supernova Kulturális Művészeti és Sport Alapítványt, ennek részeként pedig a Supernova Táncegyüttes. 1998-ban a Táncpedagógusok Országos Szövetsége a Supernova Táncegyüttes részére a KIVÁLÓ EGYÜTTES cím ARANY FOKOZATÁT adományozta
- éveken át részt vett az alapfokú művészeti iskolák szakmai fejlesztési programjában, a társastánc és a moderntánc tanszak közoktatás fejlesztésében
- a Táncpedagógusok Országos Szövetségének elnökségi tagjaként 1994-től tanít a Modern Táncoktatói Tanfolyamokon társastáncot
- a Népművelési Intézet, majd jogutódja a Magyar Művelődési Intézet és Képzőművészeti lektorátus által indított Társastánc Oktatói képzéseken a modern jazz tréning és a divattánc tantárgy tanítását vállalta el a saját maga által kidolgozott, tapasztalatokra s a táncműfajok összhangjára, komplexitására épülő rendszer, tematika szerint. Ezeken a képzéseken vizsgaelnöki pozíciót is betölt
- folyamatosan részt vállal a táncpedagógia módszertani fejlesztésében, folyamatos szakmai továbbképzéseket, tánckurzusokat, fejlesztő tréningeket tart táncosoknak, versenyzőknek, pedagógusoknak egyaránt
- a Magyar Táncsport Szakszövetség Döntőbírója és Pontozóbírójaként rendszeresen zsűrizik magyar és külföldi versenyeken, bajnokságokon, s a 20 tagú Döntőbírói Testületnek is tagja
- a Magyar Versenytáncsport válogatott keretének tart fejlesztő tréningeket
- zsűrielnöki tevékenységet végez több hazai és külföldi táncművészeti fesztiválon, versenyen
- 2001-ben a Sport Törvény megváltozása miatt megalapították a Promontor Táncsport Klub Egyesületet. Az Egyesület munkáját lánya, a korábbi Majorett együttes és Supernovák Táncegyüttes tagja, Nagy Zomilla viszi tovább, művészeti vezetésével szép sikereket érnek el.
- 2004-2006-ig a Kiss Zenede Alapfokú Művészeti Iskolában dolgozott, ahol társatáncot és modern táncot tanított
- 2016-ban a Kodolányi János Főiskolán szerezte meg a Közoktatási vezető és Pedagógus szakvizsgáját
- napjainkban általános iskolai oktató-nevelő egy nagyszerű pedagógus közösség tagjaként